# Le Dégel (série télévisée)
Pour les articles homonymes, voir Dégel (homonymie).
Le Dégel (Оттепель, Ottepel) est une série télévisée russe de 12 épisodes diffusée en 2013. Valeri Todorovski fait ses débuts en tant que réalisateur de télévision avec cette série. La série est un mélodrame sur la vie en Union soviétique pendant le dégel de Khrouchtchev, et plus particulièrement sur les artistes cinématographiques de l'époque. Le père de Todorovski a travaillé sur des films à peu près à la même époque. En Amérique, la série a été comparée à Mad Men en termes de ton et de mise en scène, bien que le sujet et les intrigues soient très différents.

## Synopsis
La série se déroule en 1961. Le chef opérateur Viktor Khroustaliov se trouve dans une situation difficile : il est soupçonné d'être impliqué dans la mort de son ami, le talentueux scénariste Kostia Parchine, qui s'est suicidé au cours d'une beuverie. Les autorités tentent par tous les moyens de mettre Khroustaliov en prison. Viktor doit tourner la comédie La Fille et le Brigadier afin d'obtenir l'autorisation de réaliser le film Les Éclats d'après le merveilleux scénario laissé par son ami scénariste décédé. Le jeune réalisateur Iegor Miatchine souhaite adapter ce scénario. Khroustaliov le place comme stagiaire auprès du vénérable réalisateur Krivitski pour une comédie. Dans le même film jouent Inga, l'ex-femme de Khroustaliov, et Mariana, sa jeune amoureuse, dont Iegor Miatchine est également amoureux.

## Fiche technique
- Titre original : Оттепель, Ottepel
- Titre français : Le Dégel[2]
- Réalisation : Valeri Todorovski
- Scénario : Valeri Todorovski
- Photographie : Ivan Goudkov
- Musique : Konstantin Meladze
- Décors : Vladimir Goudiline
- Producteur : Valeri Todorovski, Maxime Koroptsov, Ielena Kojanova
- Sociétés de production : Marmot-Film
- Nombre de saisons : 1
- Nombre d'épisodes : 12
- Durée : 600 minutes (12 x 50 minutes)
- Date de première diffusion : 2 décembre 2013
- Pays d'origine :  Russie

## Distribution
- Ievgueni Tsyganov : Viktor Khroustaliov, chef opérateur
- Alexandre Iatsenko : Iegor Miatchine, un jeune réalisateur
- Anna Tchipovskaïa : Mariana Pitchouguina
- Viktoria Issakova : Inga Khroustaliova, ex femme de Viktor
- Mikhaïl Efremov : Fiodor Krivitski, réalisateur